# Acueductos de la rambla de Carcauz
Los acueductos de la rambla o barranco de Carcauz, son un sistema de acueductos y acequias de origen romano, que forman parte del límite municipal entre Felix y Vícar, en la provincia de Almería (España), y que transcurren a lo largo de la rambla de Carcauz, a las faldas de la sierra de Gádor. Lo forman tres acueductos de piedra de diferente tipología y las acequias que los comunican.

## Historia
El territorio en el que se asienta esta obra de ingeniería hidráulica formaba parte de la Hispania Ulterior y, posteriormente, quedaría localizado cerca del límite entre la Hispania Ulterior Baetica y la Hispania Ulterior Tarraconense, estimándose que la construcción de este sistema de irrigación corresponde aproximadamente a la época en la que se realizaron estas divisiones, entre los siglos II y I a.c., y estaba destinado al suministro de agua a las villas rurales que hoy ocupa el Poniente Almeriense. De todas formas, según Lorenzo Cara Barrionuevo, hay que buscar su origen en el siglo XVI.
El conjunto estuvo en funcionamiento hasta principios del siglo XX, quedando posteriormente en ruina progresiva y a la espera de que la petición vecinal de que sea declarado como Bien de Interés Cultural salga adelante. A día de hoy, la mayor parte del caudal que recogería la acequia es transportado por tuberías modernas de plástico, en muchas ocasiones ocupando el canal original.

## Acueducto de los 20 ojos
Es el más grande y conocido de los tres, ya que es el que se encuentra más accesible y cercano a los núcleos poblacionales, es por ello por lo que suele ser denominado directamente como el acueducto de Carcauz, obviando los otros dos.

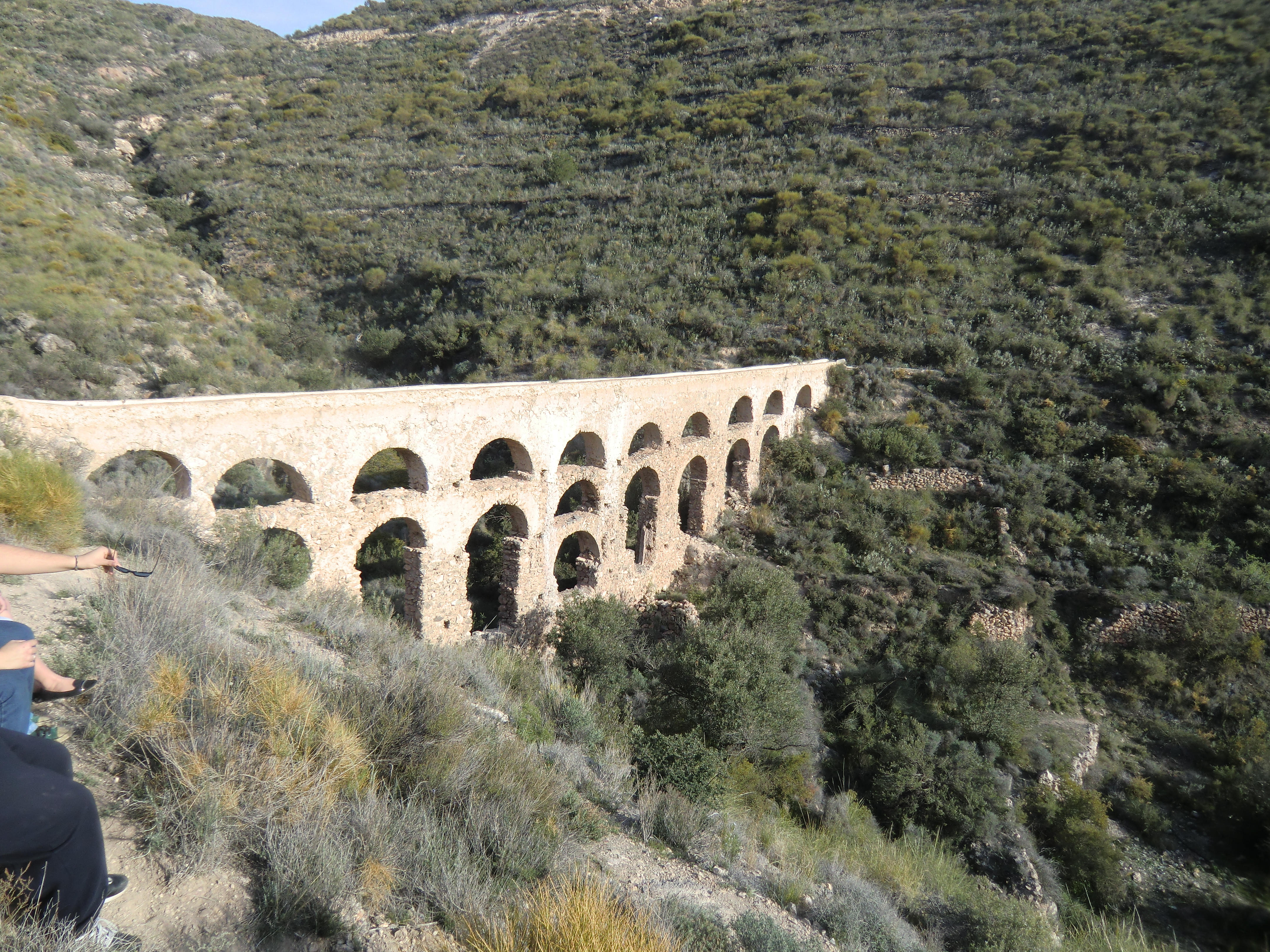
Acueducto de los 20 ojos